# 닭죽
닭죽(-粥)은 한국의 죽이다. 닭고기를 넣고 쑨 죽으로, 계죽(鷄粥), 부계죽(敷鷄粥)으로도 부른다. 닭백숙에서 뼈를 바른 다음 멥쌀을 넣고 양념해 끓여 만든다.

## 같이 보기
- 죽